# Fator abiótico

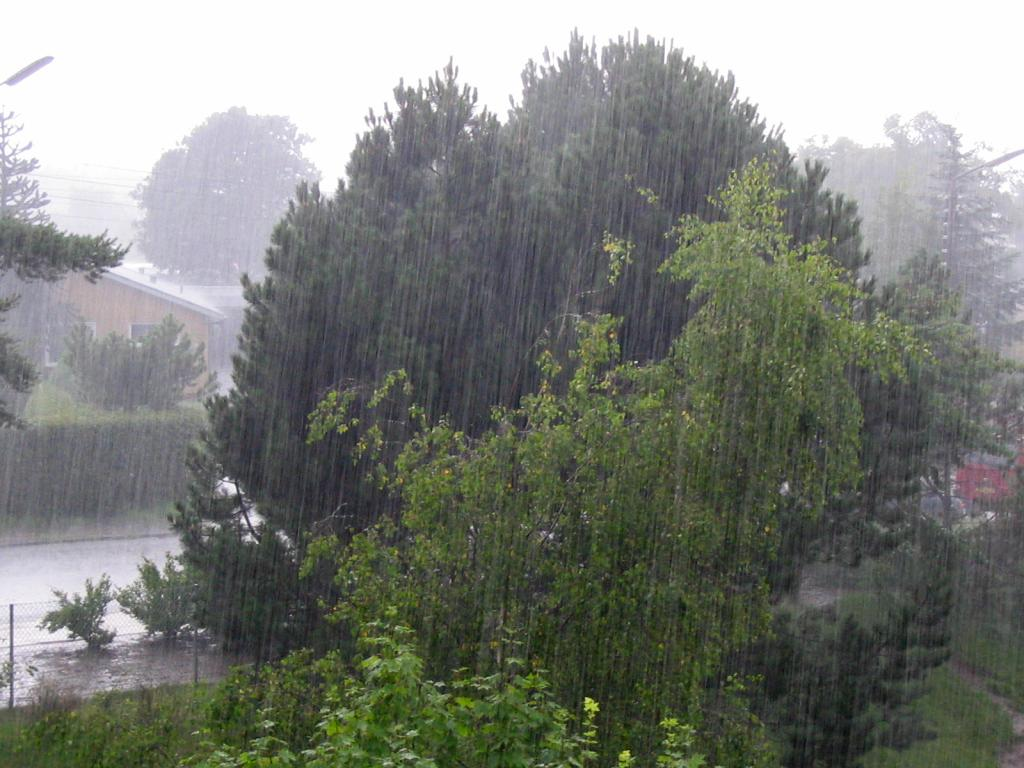
A chuva é um exemplo de fator abiótico.

Em ecologia, denominam-se fatores abióticos (AO 1945: factores abióticos) todas as influências que os seres vivos possam receber em um ecossistema, derivadas de aspectos físicos, químicos ou físico-químicos do meio ambiente, tais como a luz e a radiação solar, a temperatura, o vento, a água, a composição do solo, a pressão e outros.
Cada ecótopo, ou seja, cada tipo de paisagem sofre os efeitos de fatores abióticos particulares. Por exemplo, no ambiente marinho, o fator persistente é a salinidade, enquanto que junto à costa, são as marés. Num ambiente terrestre, como uma floresta, as características físico-químicas do solo e o clima podem ser os fatores mais importantes.
Os fatores bióticos (ou seja, os efeitos da atividade dos seres vivos no ecossistema e as relações que estabelecem entre eles) e abióticos estão em permanente ligação sistémica.

## Fatores abióticos

### Temperatura
Este é um factor de grande importância e está directamente relacionado com variações do factor luz, uma vez que a redução ou aumento do fotoperíodo têm influência na temperatura. A temperatura é muito relevante na distribuição das espécies pelo planeta, uma vez que cada espécie têm um intervalo de tolerância à temperatura diferente e quando a temperatura atinge valores superiores ou inferiores a esse intervalo o indivíduo morre. Influência da temperatura nos seres vivos:
- Divide as espécies em relação à capacidade de regulação da temperatura corporal:
  - Espécies homeotérmicas - apresentam uma temperatura corporal quase constante, independentemente das variações da temperatura ambiente. São exemplos disso as Aves e mamíferos;
  - Espécies poiquilotérmicas - apresentam temperatura corporal que varia de acordo com a temperatura ambiente, como por exemplo os Répteis e os anfíbios.

- Divide os seres vivos quanto ao seu intervalo de tolerância à temperatura:
  - Espécies estenotérmicas - são aqueles que não suportam grande variação de temperatura;
  - Espécies euritérmicas - são aqueles que suportam grandes variação de temperatura.
- hibernação - é a diminuição da atividade vital de um indivíduo devido ao frio. Ex.: urso, morcego;
- estivação - é a diminuição da atividade vital de um indivíduo devido ao calor. Ex.: quelônios e caracóis;
- Migrações anuais de aves e outros animais para regiões mais quentes;
- Vida latente - é a morte aparente observada em determinadas estruturas dos seres vivos. Ex.: esporos e sementes;
- Lei de Bergman - "indivíduos que se desenvolvem em áreas frias são maiores, mas apresentam crescimento lento, enquanto que indivíduos que se desenvolvem em áreas quentes são menores, mas apresentam crescimento rápido.".

### Pressão
A pressão divide os seres vivos em:
- Seres euribáricos - são aqueles que suportam grande variações de pressão;
- Seres estenobáricos - são aqueles que não suportam grandes variações de pressão.

### Salinidade
Influência da salinidade nos seres vivos:
- Seres eurialinos - são aqueles que suportam grandes variações de salinidade;
- Seres estenoalinos - são aqueles que não suportam grandes variações de salinidade;
- halófitas - vegetais que vivem em áreas com muito sal;
- piracema - migração de peixes com finalidade reprodutora.

rio → mar - catádromo
mar → rio - anádromo
Apesar de alguns camarões peneídeos serem classificados como estenohalinos, suportando apenas uma estreita faixa de variação na salinidade, outras espécies como o L. vannamei e o Penaeus monodon, são consideradas eurihalinas, tolerando rápidas e amplas flutuações na salinidade de até 10 ppt (partes por mil). A tolerância a uma extensa faixa de salinidade foi uma característica adquirida ao longo do processo evolutivo, mas não é singular a estas espécies de peneídeos. Vários outros animais aquáticos que habitam regiões estuarinas possuem uma capacidade semelhante (Camacho, 2016).

### umidade
A umidade divide os seres vivos em:
- xerófilos - seres vivos que vivem em áreas secas;
- mesófilos - seres vivos que vivem em áreas mais ou menos húmidas;
- hidrófilos - seres vivos que vivem na água.

### Luz
- Divide os seres vivos em relação à sua tolerância em relação à variação de luz:
  - seres eurifóticos - são aqueles que suportam grandes variações de luz;
  - seres estenofóticos - são aqueles que não suportam grandes variações de luz.
- Divide as plantas em relação à sua necessidade de luz:
  - Plantas umbrófilas - Plantas que necessitam de pouca luz;
  - Plantas Heliófilas - Plantas que necessitam de muita luz.

- fotossíntese - processo pelo qual seres autotróficos produzem seu próprio alimento.

### Solo
Nele pode-se encontrar o húmus, matéria orgânica em decomposição, que faz o solo ser fértil.

### Chuva
Promove a lixiviação (lavagem do solo pelas águas da chuva).

### Vento
Importante na dispersão de esporos e sementes.

### pH
Conforme o pH, pode haver condições ou não de sobrevivência dos seres vivos.

### Clima
É um conjunto de fatores abióticos, sendo constituído basicamente pela temperatura, pressão, humidade e chuvas. 
Divide os seres vivos em relação à sua tolerância em relação às variações climáticas:
- Seres euribiontes - suportam grandes variações de climáticas;
- Seres estenobiontes - não suportam grandes variações climáticas.

### Substâncias inorgânicas
Ciclos dos materiais

### Compostosorgânicos
Ligam o biótico-abiótico.